# Salvation (chanson)
Pour les articles homonymes, voir Salvation.
Singles de The Cranberries
Ridiculous Thoughts
(1995) Free to Decide
(1996)
Salvation est le premier single tiré de l'album To the Faithful Departed des Cranberries, sorti en 1996. Le thème de la chanson est les dangers de la drogue, avec des références particulières à la cocaïne et l'héroïne.

## Clip
Le clip a été réalisé en France par Olivier Dahan et comporte une imagerie étrange, dont l'élément principal est un clown ayant des aiguilles à la place des cheveux, censée représenter les effets des drogues.

## Classements
| Pays                                    | Positions |
| --------------------------------------- | --------- |
| Allemagne (Media Control AG)            | 44        |
| Australie (ARIA)                        | 8         |
| Autriche (Ö3 Austria Top 40)            | 27        |
| Belgique (Flandre Ultratop 50 Singles)  | 32        |
| Belgique (Wallonie Ultratop 50 Singles) | 18        |
| États-Unis (Modern Rock Tracks)         | 1         |
| Finlande (Suomen virallinen lista)      | 15        |
| France (SNEP)                           | 13        |
| Irlande (Irish Singles Chart)           | 8         |
| Italie (FIMI)                           | 5         |
| Nouvelle-Zélande (RMNZ)                 | 7         |
| Pays-Bas (Nederlandse Top 40)           | 36        |
| Royaume-Uni (UK Singles Chart)          | 13        |
| Suède (Sverigetopplistan)               | 33        |
| Suisse (Schweizer Hitparade)            | 35        |